# Raudsild
El Raudsild (que en estonio quiere decir: Puente de Hierro) Era una pasarela a través del río Emajõgi en Tartu, Estonia, que fue inaugurada el 3 de junio de 1993 y desmantelada en 2007.
El puente peatonal tenía un defecto de diseño de menor importancia, lo que lo hizo girar notablemente y tuvo un impactos menor.
El puente fue desmontado en 2007 para ser reemplazado por el puente Vabaduse, un puente para el tráfico de 3 carriles, inaugurado en el verano de 2009. El puente con el tiempo se movío más arriba y se volvió a montar para el tráfico peatonal. A partir de la primavera de 2011, no se han tomado medidas a este respecto.